# Subaru R-2
O Subaru R-2 foi um keicar fabricado pela Subaru de 1969 a 1972.
Em 2003 foi lançada o Subaru R2 inteiramente baseada no Subaru R-2.